# Happoradio
Happoradio es una banda de rock finlandesa formada el 2001. Alcanzó su primer número uno con el sencillo Pois Kalliosta (2003). Pienet ja keskisuuret elämät, Kaupunki täynnä ihmisiä, Tanssi y Linnusta sammakoksi son otros de sus éxitos en el mercado finés.

## Integrantes
- Aki Tykki (voz y guitarra)
- AH Haapasalo (guitarra)
- Jatu Motti (bajo)
- Markku DeFrost (batería)

## Discos
Asemalla (2003)
- 1. Asemalla
- 2. Pahoille teille
- 3. Pohjalta
- 4. Tuhkaa hangelle
- 5. Pois Kalliosta
- 6. Sinä
- 7. Kaksi tarinaa
- 8. Ikävä ihollesi
- 9. Happoa
- 10. Väärä mies
- 11. Nolla

Pienet ja keskisuuret elämät (2004)
- 1. Älä huuda
- 2. Linnusta sammakoksi
- 3. Kaupunki täynnä ihmisiä
- 4. Liittymät kiinni
- 5. Hitaasti
- 6. Tanssi
- 7. Pelko
- 8. Sitä et tahdo
- 9. Muistoksi
- 10. Omatunto
- 11. Pikkuveli

Vuosipäivä (2006)
- 1. Varo miestä
- 2. HC-sää
- 3. Suru on
- 4. Palaset
- 5. Lumen alle
- 6. Tomu
- 7. Tavikset
- 8. Pumppu
- 9. Tytön täytyy tehdä
- 10. Encore

Kaunis minä (2008)
- 1. Olette kauniita
- 2. Che Guevara
- 3. Itä-Suomessa tuulee
- 4. Hirsipuu
- 5. Nukahdistus
- 6. Puhu äänellä jonka kuulen
- 7. Uhrille (Välisoitto)
- 8. Kostaja
- 9. Monta miestä
- 10. Ruumiinavauspöytäkirja
- 11. Kallioniemi
- 12. Unelmia ja toimistohommia

Puolimieli (2010)
- 1. Ahmat tulevat
- 2. Ihmisenpyörä
- 3. 01:30 (elossa)
- 4. Anna anteeksi
- 5. Sahattu oksa, poltettu silta
- 6. Pohtija
- 7. Pelastaja
- 8. Umpisolmu
- 9. Häävalssi mollissa
- 10. Ottaisitko silti minut

## Videos
- Sinä (2003) Director: Tero Rajala
- Pois Kalliosta (2003) Director: Tuukka Temonen
- Linnusta sammakoksi (2005) Director: Aleksi Koskinen
- Tavikset (2006) Director: Kusti Manninen
- Suru on (2006) Director: Mikko Kallio
- Hirsipuu (2008) Director: Kusti Manninen
- Che Guevara (2008) Director: Kusti Manninen, Jaakko Manninen
- Puhu äänellä jonka kuulen (2008) Director: Ari Matikainen
- Olette kauniita (2009) Director: Jussi Mäkelä
- Pelastaja (2010) Director: Hannu Aukia
- Ahmat tulevat (2011) Director: Ari Matikainen
- Hiljaa niin kuin kuolleet (2011) Director: Jaani Kivinen
- Sinä & Hän (2013) Director: Ville Juurikkala